# ジルヒャー (小惑星)
ジルヒャー (10055 Silcher) は、小惑星帯にある小惑星。フライムート・ベルンゲンが、東ドイツ、タウテンブルクで発見した。
『ローレライ』を作曲したドイツの作曲家、フリードリヒ・ジルヒャーに因んで名付けられた。